# خوم دولنه
خوم دولنه (به لهستانی:  Chełm Dolny) یک روستا در لهستان است که در گمینا تژچینگسکو-زدروی واقع شده‌است.